# Classic Formula Ford Competition
De Classic Formula Ford Competition (CFFC) is een kampioenschap voor oude Formule Ford auto's. Er zijn races in Nederland, België, Frankrijk en Duitsland. Het is in 2000 bedacht door ex-coureur Harald Kühn. Hun motto is: Legends Never Die! (legendes zullen niet sterven). Nederlander Jaap Bartels wist vier achtereenvolgende kampioenschappen te bemachtigen, van 2004 tot en met 2007.

## Klasses
- Group A: Formula Ford 2000, bouwjaar 1975 tot en met 1988.
- Group B: Formula Ford 1600, bouwjaar 1979 tot en met 1988.
- Group C: Formula Ford 1600, bouwjaar 1967 tot en met 1978.

## Kampioenen
| Jaar | Group A       | Group B & C    |
| ---- | ------------- | -------------- |
| 2000 | David Butcher |                |
| 2001 | James Hagan   |                |
| 2002 | Toni Krumbach | Karsten Meurer |
| 2003 | Toni Krumbach | Chris Stones   |
| 2004 | Jaap Bartels  | Jaap Blijleven |
| 2005 | Jaap Bartels  | Jaap Blijleven |
| 2006 | Jaap Bartels  | Hanno Hess     |
| 2007 | Jaap Bartels  | Hanno Hess     |